# Alix de Maistre
Chantal Marie Alix de Maistre (Levallois-Perret, 16 de maio de 1964), é uma diretora e roteirista francesa. É conhecida por dirigir e escrever o filme Pour un fils de 2009 e o curta-metragem De nouveau lundi de 2003.

## Biografia
Nascida em Levallois-Perret em 16 de maio de 1964, filha do consultor de comunicação Antoine de Maistre e de Mireille Berloty, Alix fez mestrado em história e DEA em cinema.

## Carreira
Alix de Maistre começou a escrever roteiros e dirigir e também auxiliando alternadamente na direção, redação de roteiros e pós-produção de algumas produções como a primeira temporada de Les Zinzins de l'espace na Gaumont Multimédia até 1998, quando ela decidiu montar seus próprios projetos. Alix escreveu e dirigiu dois curtas-metragens entre 2000 e 2003, incluindo a adaptação de um conto da italiana Susanna Tamaro, De nouveau lundi, que ganhou um prêmio no Festival de Cinema de Aventura de Valenciennes em 2004.
Em 2009, dirigiu e escreveu o filme Pour un fils, lançado em 4 de março na França. O filme começou sua produção em 2004 e foi inspirado no caso do impostor francês Frédéric Bourdin, que Alix viu no jornal Libération e ficou horrorizada com o caso.
Ela e o escritor e historiador Xavier Kawa-Topor co-escreveram uma série sobre Joana d'Arc, desenvolvida por seu marido Marc du Pontavice através de seu estúdio One World Films com a Federation Entertainment, anunciada em 2017. Os dois haviam trabalhado no filme La Peste. Tem uma adaptação em livro lançado pela editora Michel Lafon em 2023 e os planos da série ainda estão em desenvolvimento.
Foi escolhida por Marc du Pontavice para trabalhar como supervisora de pós-produção na primeira temporada de Les Zinzins de l'espace por uma decisão do próprio Marc quando um episódio da série onde cujas qualidades e originalidade estavam óbvias, mas completamente estaria acima da compreensão do público infantil. Alix entendeu muito bem e dominou muito rapidamente os códigos narrativos e humorísticos da série. Muito valiosa e rigorosa em questões de edição de imagem e relevante em todos os assuntos de efeitos sonoros e mixagem, ela desempenhou muito bem um papel importante na qualidade final da animação.

## Vida pessoal
É casada com o produtor, artista e desenhista Marc du Pontavice, que é o fundador e CEO do estúdio de animação francês Xilam Animation desde 23 de junho de 1989, a quem compartilhava há cinco anos desde 1984 e eles tem dois filhos, Lou e Ivan. Marc e Alix se casaram na antiga comuna francesa de Saint-Martin-du-Mesnil-Oury em Calvados.
A relação do casal é bem amorosa, devido à Marc, que foi vítima de abuso sexual pela sua mãe quando criança e Alix formam um casal unido e fusional, onde o amor dela protege ele, também pelo apoio dela, tanto emocional e intelectual à Marc, sendo uma das condições pelo balanço dele. Sem ela, suas escolhas nem seriam sempre as mesmas.
Ela é administradora do estúdio de animação de seu marido Marc, a Xilam Animation desde 2000.

## Filmografia

### Cinema
| Ano  | Título           | Notas e referências                                                |
| ---- | ---------------- | ------------------------------------------------------------------ |
| 1993 | Mazeppa          | Aprendiz                                                           |
| 2003 | De nouveau lundi | Curta-metragem                                                     |
| 2009 | Pour un fils     | Colaboração do roteiro com Marc du Pontavice e Jean-François Henry |

### Televisão
| Ano       | Título                  | Notas e referências                          |
| --------- | ----------------------- | -------------------------------------------- |
| 1995      | La rivière Espérance    | Supervisora de roteiro                       |
| 1997-1998 | Les Zinzins de l'espace | Supervisora de pós-produção na 1.ª temporada |

### Outros
| Ano  | Título                       | Notas e referências |
| ---- | ---------------------------- | ------------------- |
| 2007 | Tous à l'Ouest               | Agradecimento       |
| 2010 | Gainsbourg (vie héroïque)    | Agradecimento       |
| 2013 | Oggy et les Cafards, le film | Agradecimento       |
| 2014 | Loin des hommes              | Agradecimento       |
| 2019 | J'ai perdu mon corps         | Agradecimento       |

## Livro
- 2023: Jeanne - Un prince en otage (co-escrita com Xavier Kawa-Topor)[7]